# SENDIAN
SENDIAN（センディアン）は、仙台市在住のHIPHOPユニット。

## 概要
仙台のクラブシーンでそれぞれ活躍していたメンバーが集まり、2011年に結成。
MIX CDシリーズ、「GOLDEN ERA」の主犯格であるK-MASSIVE(SUNZ LUCK)、Snap、Moment.、U-KIから構成される4mic。

## 略歴
「GOLDEN ERA」の制作をきっかけに現SENDIANメンバーでのライブ活動を開始し、2011年には正式に4人でSENDIANとして活動し始める。東北を中心とした各地でのライブを得て、2013年に待望の1stアルバム「LIFE」をリリース。2014年2月にはK-MASSIVEがソロ名義でのフルアルバム「KARMA」を、同年2014年9月にはMoment.がソロ第2弾となるフルアルバム「感触」をリリース。2015年9月にはSnapがソロアルバムをリリース。所属するCloudNineRecordsや、その他から多数音源がリリースされている。

## メンバー
K-MASSIVE
Moment.
Snap
U-KI

## ディスコグラフィ

### アルバム

#### インディーズ
|     | リリース日    | タイトル      | 備考 |
|     | 2013年2月1日  | C9EP          | 所属するCloudNineRecordsのアーティストによるEP。ビートメイカー縛りの企画盤で、担当するのは49Soul a.k.a Snap。                             |
| 1st | 2013年7月10日 | LIFE          | SENDIAN名義による1stフルアルバム |
|     | 2014年2月5日  | C9EP2         | 所属するCloudNineRecordsのアーティストによるビートメイカー縛りEPの第2弾。ビートを担当するのは仙台で活躍するビートメイカー、Barson Beats。 |
|     | 2014年2月5日  | KARMA         | K-MASSIVEのソロアルバム、メンバーも客演参加                                                                                               |
|     | 2014年9月9日  | 感触          | Moment.のソロアルバム、客演としてK-MASSIVE、SNAPも参加                                                                                    |
|     | 2015年6月17日 | NURBAN MUSIC  | Snapのソロアルバム、メンバーも客演参加 |
|     | 2015年8月2日  | RINNE-21days- | K-MASSIVEとBeatmakerのBERABOWのコラボミニアルバム                                                                                         |
|     |               |               | |

### 参加作品
1. DJ ASARI　「GOLDEN ERA VOL.5」（2003年2月6日）
2.H.O.P.E
24.Shining Girl